# Aleksandr Taube
Aleksandr Aleksandrowicz Taube, ros. Александр Александрович фон Таубе, Alexander von Taube (ur. 9 sierpnia?/21 sierpnia 1864 w Pawłowsku, zm. w styczniu 1919 w Jekaterynburgu) – rosyjski wojskowy, generał w armii Imperium Rosyjskiego, następnie jeden z pierwszych oficerów, którzy po rewolucji październikowej i wybuchu wojny domowej w Rosji podjęli służbę wojskową po stronie czerwonych.

## Życiorys
Pochodził ze szlacheckiej rodziny von Taube, Niemców bałtyckich. Ukończył gimnazjum wojskowe, następnie Michajłowską Szkołę Artylerii (w 1884 r.) i Nikołajewską Akademię Sztabu Generalnego (w 1891 r.). Jako dowódca 3 Narwskiego pułku piechoty brał udział w wojnie rosyjsko-japońskiej. W 1907 r. otrzymał awans na stopień generała majora.
W momencie wybuchu I wojny światowej dowodził 5 dywizją syberyjską, otrzymując w 1915 r. awans na stopień generała porucznika. Wcześniej, 21 grudnia 1914 r. został ranny pod Bolimowem, podczas rekonesansu pozycji. Po wyleczeniu został przeniesiony na stanowisko szefa sztabu Omskiego Okręgu Wojskowego.
Po rewolucji lutowej poparł Rząd Tymczasowy i ustanowienie republiki w Rosji. Zgodził się na wprowadzenie w swoim okręgu wojskowym kolegialnego dowodzenia wojskami, działanie komitetów żołnierskich i przekazanie im 25% sum z kas pułkowych. Lokalne rady żołnierskie domagały się ogłoszenia go dowódcą okręgu omskiego. Minister wojny Aleksandr Kiereński był temu przeciwny, jednak rady nie rezygnowały. Po przyjeździe do Piotrogrodu, na wezwanie ministra, Taube został na początku października 1917 r. aresztowany. Wówczas omskie rady żołnierskie, wspierane przez lokalne struktury partii bolszewickiej, zażądały jego uwolnienia, grożąc w przeciwnym razie, że wojsko w okręgu omskim przestanie wykonywać rozkazy ministra.
Po rewolucji październikowej i przejęciu władzy przez bolszewików Aleksandr Taube był jednym z pierwszych oficerów armii rosyjskiej, którzy zadeklarowali lojalność wobec Rady Komisarzy Ludowych. Zwolniony, powrócił do Omska, gdzie pracował najpierw przy rozformowywaniu jednostek dawnej armii carskiej, a następnie przy tworzeniu Armii Czerwonej; przekształcał oddziały rewolucyjnej gwardii i oddziały partyzanckie w wojska regularne.
W marcu 1918 r. powierzono mu stanowisko szefa sztabu syberyjskiego komisariatu wojskowego przy Centrosybirze (komitecie wykonawczym rad Syberii). Dowodził walką czerwonych przeciwko oddziałom atamana Grigorija Siemionowa i atamana Dutowa. Po buncie Korpusu Czechosłowackiego wszedł do naczelnego dowództwa wszystkich sił probolszewickich na Syberii. W sierpniu 1918 r., gdy bolszewicy stracili kontrolę nad praktycznie całą Syberią, syberyjski komitet partii bolszewickiej powierzył Taubemu udanie się do Moskwy, by zdać Leninowi relację z sytuacji na Syberii. Jednak 2 września 1918 r. Taube został rozpoznany i wzięty do niewoli przez białych. Odmówił publicznego wyrzeczenia się bolszewizmu, chociaż proponowano mu wysokie stanowiska w formujących się oddziałach białych tworzonych przez adm. Aleksandra Kołczaka. Odmówił także podjęcia współpracy z Korpusem Czechosłowackim, którą proponował mu jeden z jego dowódców gen. Radola Gajda. Osadzony w więzieniu w Jekaterynburgu, skazany na śmierć, zmarł na tyfus.